# Flaga Rosyjskiej Federacyjnej Socjalistycznej Republiki Radzieckiej
Flaga Rosyjskiej Federacyjnej Socjalistycznej Republiki Radzieckiej w opisanej wersji została przyjęta w 1954 roku.
Dominującym kolorem flagi była czerwień – barwa flagi ZSRR. Kolor ten od czasów Komuny Paryskiej był symbolem ruchu komunistycznego i robotniczego, jako nawiązanie do przelanej przez robotników krwi. Od strony drzewca flaga zawierała wąski pionowy pas barwy niebieskiej.
Flaga w lewym górnym rogu zawierała wizerunek złotego sierpa i młota oraz umieszczoną nad nimi czerwoną pięcioramienna gwiazdę w złotym obramowaniu. Sierp i młot symbolizowały sojusz robotniczo-chłopski, a czerwona gwiazda – przyszłe, spodziewane zwycięstwo komunizmu we wszystkich pięciu częściach świata. Ponadto przez takie umieszczenie symboli flaga nawiązywała graficznie do flagi ZSRR.

Flaga Rosji – przez krótki okres (22 sierpnia – 25 grudnia 1991 r.) – flaga Rosyjskiej FSRR

Opisany wygląd flagi dotyczy jej przedniej strony – awersu. Strona tylna nie zawierała symboli sierpa i młota oraz gwiazdy.
Proporcje flagi wynosiły 2:1
Tuż przed rozpadem ZSRR, 22 sierpnia 1991, na fali zmian i reform, które doprowadziły do rozwiązania tego państwa, władze ówczesnej Rosyjskiej FSRR zrezygnowały z opisanej flagi i przywróciły historyczny rosyjski sztandar, który po utworzeniu niepodległego kraju – Federacji Rosyjskiej stał się oficjalną flagą tego państwa.

## Poprzednie wersje flagi Rosyjskiej FSRR
Poprzednio obowiązująca wersja flagi Rosji radzieckiej była cała barwy czerwonej, a w jej lewym górnym rogu umieszczony był złoty stylizowany napis cyrylicą, złożony z naprzemiennie ułożonych dużych i małych liter, zawierający skróconą nazwę kraju: РСФСР (czyt. RSFSR; od
Российская Советская Федеративная Социалистическая Республика – Rosyjska Federacyjna Socjalistyczna Republika Radziecka).

14 kwietnia 1918
kwiecień – lipiec 1918
1918–1925
1925–1937
1937–1954

## Wersje flagi Rosyjskiej FSRR w republikach autonomicznych
Nieznacznie zmieniona flaga Rosyjskiej FSRR (w wersji z lat 50.) była także oficjalną flagą republikach autonomicznych wchodzących w skład Rosji. Modyfikacja w stosunku do oryginalnego symbolu polegała na tym, iż w lewym górnym rogu, pod sierpem i młotem umieszczano nazwę danej autonomii.
Przykładowe flagi republik autonomicznych będące modyfikacjami flagi Rosyjskiej FSRR:
| Flaga Jakuckiej ASRR (jedna z wersji) | Flaga Czeczeno-Inguskiej ASRR | Flaga Karelskiej ASRR | Flaga Tatarskiej ASRR |